# Trashed
Trashed (рус. Упитый в хлам) — песня британской хэви-металической группы Black Sabbath, вышедшая в 1983 году на альбоме Born Again. Это — одна из первых песен, написанная с Яном Гилланом. Песня была выпущена как сингл, но в чарты не попала.
Песня рассказывает о том, как Гиллан, гоняя пьяным вокруг студии звукозаписи, разбил автомобиль Уорда.
В своей книге «Sabbath Bloody Sabbath» Джоэл Макайвер отмечает, что «Trashed», со всей его взрывной энергией, оказался очень похож на классический номер Deep Purple «Speed King».
Позднее песня была перезаписана Гилланом совместно с Айомми, Пейсом и Гловером для сольного альбома вокалиста Gillan’s Inn. Позже эта версия вошла в альбом Whocares Ian Gillan & Tony Iommi: WhoCares.
Песня попала в список «Filthy Fifteen» (пятнадцати наиболее вызывающих песен) американской общественной организации PMRC. По убеждению PMRC, песня повествует о злоупотреблении наркотиками и алкоголем. Ирония состоит в том, что текст песни предостерегает от вождения в пьяном виде.

## Список композиций
Издание для США
1. Trashed — 3:56
2. Zero the Hero — 3:58

Издание для Канады
1. Trashed
2. Stonehenge

## Участники записи
- Ян Гиллан — вокал
- Тони Айомми — ведущая гитара
- Гизер Батлер — бас-гитара
- Билл Уорд — ударные